# Уріель Бусо
Уріель Бусо (івр. אוריאל בוסו; нар. 13 вересня 1973, Рамла) — ізраїльський політичний діяч, депутат Кнесету від партії ШАС. З 12 жовтня 2023 року обіймає посаду міністра охорони здоров'я Ізраїлю . Бусо одружений, має шість дітей і живе в Петах-Тікві

## Біографія
Бусо народився дев'ятим з десяти дітей у Рамлі. Його мати Хефциба — дочка мера і головного рабина Рамли марокканського походження Іцхака Абіхацири, якого зазвичай називають «Баба Хакі», а батько — іммігрант з Аргентини, який навчався в єшиві «Порат Йосеф».
У лютого 2011 року Бусо був заарештований разом з мером Петах-Тікви Іциком Охаюном за підозрою в корупції, а саме в отриманні хабарів і прихованому фінансуванні. У березні 2011 року ізраїльська влада заявила, що має достатньо доказів для судового переслідування, проте в 2013 році Державна прокуратура зняла звинувачення, заявивши, що немає достатніх доказів правопорушень.
Бусо пережив замах на вбивство у 2014 році, коли під його автомобілем вибухнула бомба. Ніхто не постраждав в результаті нападу, оскільки автомобіль був порожній на той момент, але Бусо сказав, що він був шокований нападом, і що раніше він не отримував жодних погроз.
Бусо увійшов до Кнесету після того, як не був обраний на виборах 2019 або 2020 року, але став наступником Ар'є Дері, який пішов у відставку через норвезький закон. 12 жовтня 2023 року він був призначений міністром охорони здоров'я в рамках перестановки кабінету міністрів, викликаної війною між Ізраїлем та ХАМАС у 2023 році.

## Персональне життя
Уріель Бусо живе в Петах-Тікві, одружений, має шістьох дітей. 
У 2019 році його старший син одружився на церемонії, на якій були присутні Іцхак Йосеф, Шломо Амар, Ар'є Дері та Юлі Едельштейн. Він отримав ступінь бакалавра права в Академічному коледжі Оно.